# WOH G64
WOH G64 je extrémně jasná hvězda v galaxii Velký Magellanův oblak (VMO), vzdálená přibližně 160 000 světelných let od Země v souhvězdí Mečouna. Byla dlouho považována za jednu z největších známých hvězd (s odhady poloměru až přes 1500 R_☉), novější pozorování však naznačují nižší rozměry kolem 800 R_☉ a vyšší povrchovou teplotu. Kvůli extrémním ztrátám hmoty a nápadnému prachovému prstenci bývá řazena mezi hyperobry či vysoce vyvinuté červené veleobry, patrně v přechodové fázi k ještě teplejší fázi vývoje.

## Charakteristika
WOH G64 vznikla jako hmotná hvězda s počáteční hmotností zhruba 25–30 násobku hmotnosti Slunce. Původně byla zřejmě červený veleobr s teplotou okolo 3400 K a extrémně velkým poloměrem (>1500 R_☉). Postupem času ale prošla značnými změnami a současné studie naznačují, že se hvězda nachází v přechodné fázi mezi červeným veleobrem a žlutým hyperobrem. Nejnovější analýzy dále upřesňuje studie Muñoz-Sáncheze a kol. (2024), která na základě spektroskopických dat zkoumá pokračující nárůst efektivní teploty i změny v chemickém složení hvězdy.
Její odhadovaná povrchová teplota činí v současnosti kolem 4500–4700 K, což je ve srovnání s „typickými“ červenými veleobry relativně vysoká hodnota. Zářivý výkon hvězdy však výrazně zeslabuje hustá prachová obálka, která pohlcuje většinu vyzařovaného světla.

### Prachový prstenec / obálka
Díky pozorováním pomocí VLT a interferometrických metod bylo zjištěno, že WOH G64 je obklopena rozsáhlým prachovým prstencem (či toroidální obálkou) o značné hmotnosti. Odhaduje se, že celková masa plynu a prachu odvrženého hvězdným větrem může dosahovat 3–9 násobku hmotnosti Slunce. Prach absorbuje a rozptyluje převážnou část vyzařované energie, takže pozorovaný jas ve viditelném oboru klesá o desítky procent. V infračerveném záření je proto hvězda mnohem výraznější.

## Objev a výzkum
Hvězdu WOH G64 objevili v 70. letech 20. století švédský astronom Bengt Westerlund s kolegy N. Olanderem a B. Hedinem. Název „WOH“ odkazuje na jejich iniciály a označuje veleobry nalezené v Velkém Magellanově oblaku.
V 80. letech a 90. letech 20. století se WOH G64 často uváděla jako extrémně velký červený veleobr. V roce 2008 potvrdily snímky z ESO–VLT existenci masivní prachové obálky. Pozdější práce (např. Levesque 2009) upřesnily základní parametry hvězdy. Následná pozorování dokládají zřejmý posun hvězdy směrem k vyšší teplotě, naznačující blížící se fázi žlutého hyperobra.

## Variabilita
WOH G64 je klasifikována jako pomalá nepravidelná proměnná hvězda, přičemž jasnost kolísá o více než 1 magnitudu ve viditelné oblasti. V infračerveném pásmu jsou fluktuace menší, avšak stále pozorovatelné. Dříve byla mylně řazena mezi tzv. miridy (dlouhoperiodické proměnné), avšak dlouhodobější sledování ukázalo složitější a méně pravidelný charakter změn.

## Význam
Tato hvězda je významným objektem pro studium vysoce hmotných hvězd v pozdních fázích jejich vývoje. Výzkum ztráty hmoty a formování prachových obálek kolem takto hmotných veleobrů je důležitý pro pochopení toho, jak tyto hvězdy obohacují okolní mezihvězdné prostředí prvky a prachem.